# Đại hội Đảng Cộng sản Việt Nam lần thứ II
Đại hội Đảng Cộng sản Việt Nam lần thứ II hay Đại hội đại biểu lần II của Đảng diễn ra từ ngày 11 đến ngày 19-2-1951 ở xã Vinh Quang, huyện Chiêm Hóa, tỉnh Tuyên Quang. Tham dự đại hội có tất cả 158 đại biểu chính thức và 53 đại biểu dự khuyết, thay mặt cho 766.349 đảng viên đang sinh hoạt trong Đảng bộ toàn Đông Dương. Đến dự Đại hội còn có đại biểu của Đảng Cộng sản Trung Quốc, Đảng Cộng sản Xiêm (Thái Lan).

## Bối cảnh lịch sử
Đại hội Đảng Cộng sản Việt Nam II diễn ra trong bối cảnh thực dân Pháp vừa tiến hành Kế hoạch de Lattre de Tassigny, đưa cuộc chiến tranh của Pháp ở Đông Dương lên quy mô lớn, làm cho cuộc kháng chiến của Việt Minh, nhất là ở vùng sau lưng địch, trở nên khó khăn. Việt Nam Dân chủ Cộng hòa được Liên Xô và Trung Quốc hỗ trợ.

## Hoạt động
Đại hội đã quyết định tách Đảng Cộng sản Đông Dương để thành lập ở mỗi nước Đông Dương một Đảng Mác-Lênin riêng. Ở Việt Nam, Đại hội đã thành lập Đảng Lao động Việt Nam và đưa Đảng ra hoạt động công khai.

### Báo cáo chính trị
Đại hội thông qua Báo cáo chính trị do Hồ Chí Minh soạn thảo trong đó tổng kết kinh nghiệm của Đảng qua các thời kì từ khi ra đời và khẳng định đường lối kháng chiến chống Pháp của Đảng.

### Bàn về cách mạng Việt Nam
Bản báo cáo Bàn về cách mạng Việt Nam do Trường Chinh soạn thảo. Báo cáo nêu lên nhiệm vụ cơ bản của cách mạng Việt Nam là đánh đuổi đế quốc xâm lược, giành độc lập và thống nhất hoàn toàn cho dân tộc, xóa bỏ tàn tích phong kiến và nửa phong kiến, làm cho người cày có ruộng, phát triển chế độ dân chủ nhân dân, gây cơ sở cho chủ nghĩa xã hội ở Việt Nam.

### Hoạt động khác
Thông qua Tuyên ngôn, Chính cương, Điều lệ mới. Bầu Ban Chấp hành Trung ương mới gồm 19 ủy viên chính thức và 10 ủy viên dự khuyết. Ban Chấp hành mới đã bầu Bộ Chính trị gồm 7 ủy viên chính thức và 1 ủy viên dự khuyết. Hồ Chí Minh được bầu làm Chủ tịch Đảng, Trường Chinh là Tổng Bí thư.

## Ý nghĩa
Đại hội đại biểu lần II của Đảng được xem như là mốc đánh dấu bước phát triển mới trong quá trình lãnh đạo và trưởng thành của Đảng Cộng sản Việt Nam. Đại hội đã đưa Đảng Cộng sản Việt Nam từ việc hoạt động bí mật, dưới tên gọi Hội nghiên cứu Chủ nghĩa Mác ở Đông Dương, ra hoạt động công khai trở lại dưới tên gọi mới là Đảng Lao động Việt Nam.